# Рид, Грэм (хоккеист на траве, 1964)
Грэм Джон Рид (англ. Graham John Reid) — австралийский хоккеист на траве, защитник и полузащитник; тренер. Серебряный призёр летних Олимпийских игр 1992 года, участник летних Олимпийских игр 1988 года, бронзовый призёр чемпионата мира 1990 года как игрок; бронзовый призёр летних Олимпийских игр 2020 года, участник летних Олимпийских игр 2016 года как тренер.

## Биография
Грэм Рид родился 9 апреля 1964 года в австралийском городе Редклифф.

### Игровая карьера
В 1990-е годы играл за нидерландский «Амстердамсе» и австралийскую «Виктория Парк Пантерз».
В 1988 году вошёл в состав сборной Австралии по хоккею на траве на летних Олимпийских играх в Сеуле, занявшей 4-е место. Играл в поле, провёл 7 матчей, забил 1 мяч в ворота сборной Нидерландов.
В 1990 году завоевал бронзовую медаль чемпионата мира в Лахоре.
В 1992 году вошёл в состав сборной Австралии по хоккею на траве на летних Олимпийских играх в Барселоне и завоевал серебряную медаль. Играл в поле, провёл 4 матча, мячей не забивал.
Завоевал восемь медалей Трофея чемпионов: четыре золотых — в 1984 году в Карачи, в 1985 году в Перте, в 1989 году в Западном Берлине и в 1990 году в Мельбурне, две серебряных — в 1986 году в Карачи и в 1992 году в Лахоре, две бронзовых — в 1987 году в Амстелвене и в 1988 году в Лахоре. 
В течение карьеры провёл за сборную Австралии 130 матчей, забил 36 мячей.

### Тренерская карьера
По окончании игровой карьеры стал тренером.
В 2009—2014 годах был ассистентом главного тренера сборной Австралии. Дважды исполнял обязанности главного тренера: в 2012 году на Трофее чемпионов в Мельбурне и в 2013 году на чемпионате Океании в Стратфорде. Оба турнира закончились победами австралийцев. В 2014 году сборная Австралии завоевала золото хоккейного турнира Игр Содружества в Глазго.
В 2014—2016 годах работал главным тренером сборной Австралии. В 2015 году под его руководством австралийцы выиграли финал Мировой лиги в Раджпуре, в 2016 году заняли 6-е место на хоккейном турнире летних Олимпийских игр в Рио-де-Жанейро и победили в Трофее чемпионов в Лондоне.
В 2017—2019 годах был ассистентом главного тренера сборной Нидерландов и главным тренером «Амстердамсе».
В 2019—2023 годах был главным тренером сборной Индии. В 2021 году индийцы под его руководством после 41-летнего перерыва завоевали бронзовые медали летних Олимпийских игр в Токио. В 2023 году, после того как сборная Индии поделила 9-10-е места на домашнем чемпионате мира, ушёл в отставку.
В 2021 году также возглавлял молодёжную сборную Индии на чемпионате мира в Бхубанешваре, где она заняла 4-е место.

## Семья
Жена — Джулия. Вырастили двух детей: дочь Эмму (род. 1997) и сына Скотта (род. 1998).

## Увековечение
В 2015 году введён в Зал хоккейной славы Квинсленда.